# تیغدر
تیغدر روستایی در دهستان پسکوه بخش سده شهرستان قائنات استان خراسان جنوبی ایران است. بر پایه سرشماری عمومی نفوس و مسکن در سال۱۳۹۵ جمعیت این روستا۱۸۰۰ نفر (در۴۰۱ خانوار) بوده‌است.
این روستا در دامنه ی کوه ساخته شده ومردمان روستا به دامداری وکشاورزی مشغول هستند .
از جاذبه های گردشگری روستا می توان به آسیاب های ابی که چهار آسیاب اثار باستانی آن موجود هست و در مسیر قنات تیغدر هستند این اسیاب ها در سالیانی نه چندان دور سالم بودند و وظیفه ی انها آرد کردن گندم بود ونیاز مردم روستای تیغدر وروستاهای همجوار را تامین میکرداند از جاذبه های دیگر روستا مزار بی بی عصمت وعفت و کوههای سرخ و تک انجیرهاو دشت تیغدر و قلعه ی فوق العاده زیبا وتاریخی تیغدر  ومسجد جامع قدیمی و حوض های اب( اب انبار های)  تیغدر که بالای ۳۰۰سال قدمت دارداشاره کرد.
امکانات این روستا:
لوله کشی گاز و لوله کشی آب و برق وتلفن و خانه ی بهداشت و آب شیرین کن و مخابرات و مدرسه ی دبستان و مدرسه ی متوسطه  ومسجد صاحب الزمان (ع)ومسجدجامع وخانه ی عالم وغسالخانه و بسیج خواهران وبرادران وکتابخانه وسالن ورزشی ومجتمع دامداری اشاره کرد.
```
شغل مردم:مردم در روستا مشغول کشاورزی ودامداری هستند وقریب به ۷۰درصد مردم از این طریق امرار معاش میکنند وباقیمانده با مهاجرت به شهرها در ادارات وجاهای دیگر مشغول هستند.
```

این روستا ۴۳طلبه دارد که عمدتا در مشهد وقم وقاین وبیرجند مشغول به تحصیل یا تدریس یا تبلیغ هستند.

قنات اب شیرین روستا:
تیغدر چهار چشمه دارد ١_ چشمه بیدو٢_ چشمه انشکو که فعلا در اجار تعدادی از اهالی خنجوک می باشد.
٣_چشمه سردوراه که خشکیده ولی اخیرا به خاطر فراوانی باران دوباره احیا شده ۴_ چشمه صنو بوده که در گذشته متاسفانه واگذار شده 
در منطقه ی پسکوه تیغدر بزرگترین مرتع ودشت و چراگاه را نسبت به روستاهای همجوار دارد.
درسالهایی که پر باران هست دشت این روستا در فصل بهار دیدنی هست وسراسر دشت سر سبز می شو وگُل سوسن وگل لاله روح تازه ای به دشت می بخشد وانواع گیاهان دارویی از جمله کاکوتی وگل گاو زبان و وقرنه وسماروق(نوع قارچ) و شاخ گاو .... در این دشت رشت میکند.